# Virgílio Várzea
Virgílio dos Reis Várzea (Florianópolis, 6 de janeiro de 1863 – Rio de Janeiro, 29 de dezembro de 1941) foi um escritor, jornalista e político brasileiro.

## Biografia
Filho de um marinheiro, nascido na freguesia de São Francisco de Paula de Canasvieiras, norte da Ilha de Santa Catarina, aos treze anos foi para a Escola Naval do Rio de Janeiro, onde ficou por três anos e saiu para percorrer o mundo. A bordo do navio Mercedes conheceu o Uruguai, Argentina, Patagônia e Antilhas. A bordo do navio britânico Theodore, conheceu Cabo Verde e viajou pela Europa. Esteve também na África do Sul, e navegou pelo Oceano Índico.
Em 1881, passou a viver na Ilha de Santa Catarina, trabalhando em serviços burocráticos, estudando jornalismo e literatura. Liderou, de 1883 a 1887, a "Guerrilha Literária Catarinense" contra o conservadorismo romântico, visando a implantar a "Ideia Nova", ou seja, a renovação estética do Realismo-Naturalismo
Foi eleito deputado estadual ao Congresso Representativo de Santa Catarina (Assembleia Legislativa de Santa Catarina), foi constituinte em 1892 e, durante a 1ª Legislatura (1892-1893), desempenhou a função de 2º Secretário da Mesa Diretora.
Em 1896 partiu para o Rio de Janeiro, onde passou a morar.
Escreveu várias obras, algumas ambientadas no cotidiano da Florianópolis de então. Seu livro Santa Catarina: A Ilha é valiosa fonte de informação histórica sobre a Ilha de Santa Catarina. Em suas obras abordou contextos tão diversos como as Cruzadas e o Rio Ganges.
Amigo do poeta Cruz e Sousa, foi seu parceiro no livro Tropos e Fantasias (1885).
Participou da comissão de tradução da Tradução Brasileira das Sagradas Escrituras (Bíblia Sagrada). 

## Obras principais
- Traços Azuis (1884)
- Tropos e Fantasias (1885) - em parceria com Cruz e Sousa
- Mares e Campos (1895)
- Rose Castle (1895)
- Santa Catarina: A Ilha (1900)
- George Marcial (1901)
- O Brigue Flibusteiro (1904)
- Histórias rústicas (1904)
- Nas Ondas
- Os Argonautas (1908)

## Representação na cultura
- Em sua terra natal, bairro de Canasvieiras (Florianópolis, SC), fez-se a Escola Básica Municipal Virgílio dos Reis Várzea. [3]
- É patrono das cadeiras 40 da Academia Catarinense de Letras e 39 na Academia de Letras de Biguaçu, das quais, foram fundadores Nereu Correia e Ernestina Faizer Kurth, respectivamente.